# Provincia Valdivia
Valdivia (Provincia de Valdivia) este o provincie din regiunea Los Ríos, Chile, cu o populație de 272.527 locuitori (2012) și o suprafață de 10197,2 km2.